# 密殺集団
『密殺集団』（みっさつしゅうだん、The Star Chamber）は、1983年のアメリカ合衆国のスリラー映画。ピーター・ハイアムズ監督、マイケル・ダグラス、ハル・ホルブルック、ヤフェット・コットー出演。原題は星室庁から引用されている。日本での公開は地方封切作品。

## ストーリー
ロサンゼルス南部では、高齢者が老齢年金目当てで強盗に殺害されるという事件が立て続けに起こっていた。地域で張り込みをしていたケネス・ウィガン刑事とポール・マッケイ刑事は、早朝から町を出歩く怪しい男を見つける。強盗殺人の容疑者だと感じた2人が男の後をつけると、彼らを見た男は全速力で逃走し2人も捕まえるため追いかける。家に逃げ込む前に男がゴミ箱に何かを捨てるのを目撃したマッケイ刑事だが、ウィガン刑事からゴミ箱を捜索するためには令状が必要で、令状なしで押収したものは証拠として認められないことを話されて止められる。しかしこのままだとゴミ収集車に持って行かれてしまうため、マッケイ刑事は令状を待っている時間などないとゴミ箱を調べようとするが、ウィガン刑事がゴミ収集車にゴミが入れられた瞬間にゴミの所有権は男から離れるため、それなら令状なしでも証拠として使えると話す。2人はゴミが回収されるのを待ち収集車を捜索し、ゴミの中から男が捨てた銃を発見する。
ベンジャミン・コールフィールド判事らが加入する南カリフォルニア法律協会は、名誉判事に選ばれたジェームズ・カルヘイン判事の表彰式を執り行っていた。だが思いつめた顔をしたカルヘイン判事は、表彰式の途中で会場を抜け出してトイレで自殺を遂げる。連続強盗殺人の裁判が開かれ、検察側のマーティン・ハイアット検事補は証人であるウィガン刑事から証言を聞いていた。彼は銃を発見した後令状を取り、被告の家の捜索をした結果被害者の物と思われる財布や宝石などが出てきたため逮捕したと話し、権利などを伝えた後に被告はすぐ犯行を自供したとも述べた。被告側の弁護士は反対尋問で、ウィガン刑事たちがゴミ収集車に入れられたゴミを他の家庭のゴミと混ざる前に捜索したことを聞き出し、スティーヴン・R・ハーディン判事にゴミが混ざる前の捜索は違反行為のため今回の訴訟は無効にするべきだと伝える。検事補が抗議するなかハーディンは、他の判例でも今回のような場合は訴訟が無効になることを話し、検事補に自白や証拠は全て無効になるため被告人は罪に問えないと伝える。
法律によって犯罪者であることが明白な人物をみすみす逃してしまい、正義とは何かを悩んでいたハーディンはコールフィールドとレストランで話し合っていた。するとコールフィールドがそういう悩みを自分で解決していると言い、ハーディンはその方法を聞くが彼は話をそらす。夜、少年の死体が見つかった公園に捜査を担当するハリー・ローズ刑事が到着し、死体を見つけたピッカー巡査と相棒のネルソン巡査から事情を聞く。強盗を企てていたアーサー・クームズとローレンス・モンクはパトロール中のピッカー巡査らに職務質問を受け、車内から血のついた靴が見つかり10歳だったダニエル・ルーインの殺害容疑で逮捕される。しかしまたしても捜査の不備を突かれ被告人の無罪が濃厚になったとき、ハーディンの前に被害者の父親のハロルドが現れる。彼から情に訴える話を聞かされ彼らを裁くよう頼まれるハーディンだが、法律を無視することはできないと伝える。結局2人は罪に問われず釈放されることになるが、判決に納得できないハロルドは2人に向けて銃を発砲するが弾は逸れ、彼は現行犯逮捕される。
ハーディンはエミリーを連れコールフィールド夫婦と野球観戦に訪れていた。そこで再び悩みの解決方法を聞くが、時期が来たら話すと伝えられる。その後また同様の手口で少年が殺され、ローズ刑事が現場に行き捜査をする。翌日ハーディンはハロルドに面会しに行き、本当は自分も2人を殺してやりたいが法律は守らなくてはならないと話す。ハロルドは、自分はハーディンを恨んではいないが他の被害者の親はわからないと言った上で、ハーディンが被害者のために何かしたかと聞く。悩みが限界に達したハーディンは、急いでコールフィールドの自宅を訪れて秘密にしていることを聞き出す。彼から法律協会の判事たちで構成される、有罪だと評決された犯罪者に処刑人を送り処刑させる秘密の法廷の存在を話される。信じられないハーディンだったが、コールフィールドの話を聞くうちにこれ以上犯罪者を野放しにしたくないと考え、秘密の法廷への参加を決める。

## キャスト
| 役名                            | 俳優                               | 日本語吹替 |
| ------------------------------- | ---------------------------------- | ---------- |
| スティーヴン・R・ハーディン判事 | マイケル・ダグラス                 | 田中秀幸   |
| ベンジャミン・コールフィールド  | ハル・ホルブルック                 | 阪脩       |
| ハリー・ローズ刑事              | ヤフェット・コットー               | 加藤精三   |
| エミリー・ハーディン            | シャロン・グレス                   | 榊原良子   |
| Dr.ハロルド・ルーイン           | ジェームズ・シッキング             | 江原正士   |
| アーサー・クームズ              | ジョー・レガルブート               | 小野健一   |
| ローレンス・モンク              | ドン・カルファ                     | 広瀬正志   |
| ジェームズ・ウィックマン刑事    | ジョン・ディサンティ               |            |
| スタンリー・フラワーズ          | オーティス・デイ                   | 江原正士   |
| ヒングル                        | ジャック・キーホー                 | 掛川裕彦   |
| ケネス・ウィガン刑事            | ラリー・ハンキン                   |            |
| ポール・マッケイ刑事            | ディック・アンソニー・ウィリアムズ | 小野健一   |
| ルイーズ                        | マーギー・インパート               | 伊倉一恵   |
| マーティン・ハイアット検事補    | ダナ・グラッドストーン             | 江原正士   |
| ネルソン巡査                    | デヴィッド・プローヴァル           |            |
| アーチャー判事                  | ロビン・ガンメル                   | 有本欽隆   |
| 処刑人                          | キース・バックリー                 | 江原正士   |
| ピッカー巡査                    | チャールズ・ホラハン               | 有本欽隆   |
| 女性判事                        | 不明                               | 京田尚子   |

- 日本語吹替：初回放送1990年3月8日 TBS『木曜シネマシアター』※DVD収録

## スタッフ
- 監督：ピーター・ハイアムズ
- 脚本：ロデリック・テイラー（英語版）、ピーター・ハイアムズ
- 原案：ロデリック・テイラー
- 製作：フランク・ヤブランス（英語版）
- 撮影監督：リチャード・ハンナ
- プロダクションデザイナー：ビル・モーリー（英語版）
- 編集：ジェームズ・ミッチェル
- 衣裳デザイン：パトリシア・ノリス
- 音楽：マイケル・スモール
- 日本語字幕：進藤光太
- 吹替翻訳：野地玲子